# Servais Verherstraeten
 (octobre 2015).
Si vous disposez d'ouvrages ou d'articles de référence ou si vous connaissez des sites web de qualité traitant du thème abordé ici, merci de compléter l'article en donnant les références utiles à sa vérifiabilité et en les liant à la section « Notes et références ».
Servais Verherstraeten est un homme politique belge né à Balen le 29 janvier 1960. Il est membre et élu du parti flamand CD&V.
Avocat de formation, il est marié et père de deux enfants. Il fut échevin de la commune de Mol et il est député fédéral belge. Après les élections de 2007, il devient président du groupe parlementaire CD&V à la chambre basse de Belgique. C'est à ce titre qu'il présente au parlement la proposition de loi de scission de l'arrondissement Bruxelles-Hal-Vilvorde.

## Décorations
- Commandeur de l'ordre de Léopold (2024)
- Commandeur de l'ordre de Léopold II

## Carrière politique
- Ancien premier échevin de Mol.
- Conseiller communal de Mol.
- député fédéral du 21 mai 1995 au 4 décembre 2011.
  - Président du groupe CD&V de la Chambre.
- Secrétaire d'État aux Réformes institutionnelles et à la Régie des bâtiments du 6 décembre 2011 au 11 octobre 2014.